# チェンジョ
チェンジョ(伊: Cengio)は、イタリア共和国リグーリア州サヴォーナ県にある、人口約3,400人の基礎自治体（コムーネ）。

## 地理

### 位置・広がり

#### 隣接コムーネ
隣接するコムーネは以下の通り。括弧内のCNはクーネオ県所属を示す。
- カイロ・モンテノッテ
- コッセーリア
- ミッレージモ
- モンテゼーモロ (CN)
- ロッカヴィニャーレ
- サリチェート (CN)

### 地震分類
イタリアの地震リスク階級 (it) では、4 に分類される
。

## 行政

### 分離集落
チェンジョには、以下の分離集落（フラツィオーネ）がある。
- Bormida, Brignoletta, Rocchetta Cengio